# 가바야마 료노스케
가바야마 료노스케(일본어: 樺山 諒乃介, 2002년 9월 17일~)는 일본의 축구 선수이다.

## 구단 경력
그는 2021년 J1리그의 요코하마 F. 마리노스에 입단했다. 2021년, 2022년 J2리그의 몬테디오 야마가타에서 뛰었다. 2023년 J1리그의 사간 도스로 이적했다. 2024년까지 25경기에 출전하여, 2득점을 넣었다. 2024년 7월 J2리그의 더스파 군마로 이적했다. 2025년 J3리그의 기라반츠 기타큐슈로 이적했다.